# Centrolabrus trutta
 Centrolabrus trutta és una espècie de peix de la família dels làbrids i de l'ordre dels perciformes.

## Morfologia
Els mascles poden assolir els 18 cm de longitud total.

## Distribució geogràfica
Es troba a les Illes Açores, les Canàries i Madeira.